# Негрени (Горж)
Негрени (рум. Negreni) насеље је у Румунији у округу Горж у општини Ликуричи. Oпштина се налази на надморској висини од 246 m.

## Становништво
Према подацима из 2002. године у насељу је живело 710 становника, од којих су сви румунске националности.